# Brigitte Hemmerlin
Brigitte Hemmerlin, née le 6 janvier 1953 à Vincennes, dans la Seine, est une ancienne avocate, devenue journaliste et écrivaine.

## Biographie
Brigitte Hemmerlin étudie le droit à l'Université Paris-Nanterre et milite à gauche, en particulier dans des organisations hostiles à la peine de mort et aux quartiers de haute sécurité,.
D'abord avocate au barreau de Paris, collaboratrice de Me Thierry Lévy, elle est radiée en 1983 pour avoir aidé un condamné à mort, Philippe Maurice, à tenter de s'évader : le 24 février 1981, elle rencontre celui-ci au parloir de la prison de Fresnes et lui remet un pistolet semi-automatique Colt 45. Un gardien tente de le maîtriser et Maurice le blesse grièvement à l'abdomen.
Le 17 février 1982, Brigitte Hemmerlin est condamnée par la cour d'assises de Paris à cinq ans de prison ferme pour complicité de tentative d'évasion.
Elle bénéficie de la réhabilitation légale dix ans après les faits.
Elle est ensuite secrétaire de rédaction au Matin de Paris puis rewriter à Terre Sauvage et au Nouveau Détective, et écrivaine. 
Le 27 septembre 2011, le conseil de l'ordre des avocats refuse sa réinscription au barreau de Paris.
Elle publie en 2014 une version romancée de sa brève carrière d'avocat : Personne ne peut arrêter une fille qui rêve.

## Ouvrages
- Quartier des condamnés à mort, Paris, Éditions les Presses d’aujourd’hui, 1981, 165 p. (BNF 36258974)  — à propos de Philippe Maurice.
- Paroles d'innocents, Paris, Éditions Le Pré aux Clercs, 1992, 295 p.  (ISBN 2-7144-2881-9)
- Maman solo : le guide de la mère célibataire, ill. d’Éric Héliot, Paris, Éditions Hors Collection, coll. « Pratique », 1993, 275 p.  (ISBN 2-258-03704-2)
- Ça ne vous dérange pas que je sois une femme ?, avec Monique Carras, Paris, Éditions Hors Collection, coll. « Pratique », 1996, 269 p.  (ISBN 2-258-04162-7)
- Un été à Fleury, roman, Paris, Éditions de l’Archipel, 2004, 253 p.  (ISBN 2-84187-576-8)[7]
- Cuisine, Paris, Éditions Presses du Châtelet, coll. « Mes trucs malins », 2005, 159 p.  (ISBN 2-84592-142-X)
- Grégory : sur les pas d'un ange, avec Vanessa Pontet, Paris, Éditions de l’Archipel, 2007, 186 p.  (ISBN 978-2-84187-997-7)
- Jacques Martin : l’empereur des dimanches, avec Vanessa Pontet, Paris, Éditions de l’Archipel, 2008, 229 p.  (ISBN 978-2-8098-0073-9)
- Mylène Farmer : la star aux deux visages, avec Vanessa Pontet, Paris, Éditions de l’Archipel, 2009, 236 p.  (ISBN 978-2-8098-0196-5)
- Mika : biographie, avec Vanessa Pontet, Paris, Éditions de l’Archipel, 2010, 176 p.  (ISBN 978-2-8098-0301-3)
- Personne ne peut arrêter une fille qui rêve, roman, Paris, Éditions Calmann-Lévy, 2014, 240 p.  (ISBN 978-2-7021-5529-5)[5],[3]
- Francine Leca : soigner les cœurs, Paris, Kero, 2016, 234 p. (ISBN 978-2-36658-192-8, SUDOC 194030431)